# Lauri Haav
Lauri Haav, nato Lauri Haavisto (Jyväskylä, 26 dicembre 1997), è un cantante finlandese.

## Biografia
Lauri Haav è salito alla ribalta col primo album in studio Silmät kii (2020), classificatosi 5º nella Suomen virallinen lista e candidato agli Emma gaala per il rap/R&B dell'anno. Il secondo LP Se viimeinen kesä, presentato due anni più tardi, ha conquistato il 4º posto in classifica e ha guadagnato una nomination agli Emma gaala.
Nei primi mesi del 2023 è stato impegnato con una tournée assieme a Pehmoaino, Isaac Sene e Knife Girl. Nell'ottobre è avvenuta la pubblicazione del terzo LP, dal titolo Aino; il disco, che ha esordito direttamente in vetta alla Suomen virallinen lista, gli ha fruttato tre candidature agli Emma gaala. Le tracce Onks mitään parempaa, Hukas, Sydämii, Rakkauteen e Vahinko, sono tutte e cinque arrivate nella top ten della hit parade finlandese. Lauri Haav è stato premiato con l'Emma gaala all'artista o gruppo nazionale dell'anno.
Luotathan (2024), in collaborazione con Mirella, ha mantenuto il controllo della hit parade finlandese per undici settimane consecutive.

## Discografia

### Album in studio
- 2020 – Silmät kii
- 2022 – Se viimeinen kesä
- 2023 – Aino

### EP
- 2018 – Kilipää
- 2019 – Nyt ja heti

### Singoli
- 2018 – Onksul todisteit (feat. Gettomasa & Tohtori Getto)
- 2019 – Alas
- 2020 – Missä oot nyt
- 2020 – Silmät kii
- 2020 – Flanellei (con Gettomasa e Shrty)
- 2021 – Shampoota
- 2022 – Tähti
- 2022 – Syksyn vihreillä
- 2022 – Vesipisarat
- 2022 – Mua ei voi pelastaa
- 2023 – Yks pullo/Aino
- 2023 – Sydämii
- 2023 – Partyboy (con Costi)
- 2023 – Stara
- 2023 – Fotogeeninen
- 2023 – Feimii (con Gettomasa)
- 2024 – Luotathan (con Mirella)
- 2025 – Toisessa elämässä
- 2025 – Aja tai kuole (con Mirella)